# Internationaler Frauenrat

Länder, die im ICW vertreten sind (lila) oder dies waren (braun). Mit kleinen Kreuzen markiert: Tagungsorte von Generalversammlungen

Der Internationale Frauenrat (englisch: International Council of Women, ICW), bis 1949 in deutscher Übersetzung meist Frauenweltbund oder auch Frauenweltrat, ist eine Nichtregierungsorganisation und internationale Vereinigung, die als Dachorganisation von national organisierten Frauenbewegungen insbesondere für die Förderung von Frauenrechten eintritt.
Sitz der internationalen Organisation ist Paris. In beratender Funktion ist der Frauenrat für folgende UN-Organisationen tätig: ECOSOC, ILO, FAO, WHO, UNDP, UNEP, UNESCO, UNICEF, UNCTAD oder UNIDO.

## Organisation
Dem Rat gehören an: Nationale Dachverbände, meist mit der Bezeichnung „Frauenrat“ in Landessprache; sowie Einzelpersonen, letztere meist als Individuum, als Ehrenmitglied oder als Vertreter einer internationalen Nichtregierungsorganisation oder auch Künstlergruppe.
Im dreijährigen Turnus finden seit 1947 einwöchige Generalversammlungen mit Teilnehmern aus allen Mitgliedsverbänden statt, bei denen unter anderem Vorstand und Präsidentin des ICW gewählt werden. Die 36. Generalversammlung fand  2022 in Avignon statt; die 37. Generalversammlung ist für 2025 in Brisbane geplant.
Neben den Strukturen des ICW existieren vier Regional Councils (Regionalräte), denen jeweils nationale Dachverbände angehören:
- Der Asia-Pacific Regional Council (APRC) für Asien und Ozeanien, gegründet 2004, setzt sich insbesondere für Umwelt- und Klimaschutz ein.
- Das European Centre of the International Council of Women (ECICW) für die Mitgliedsverbände aus der EU, gegründet 1961, ist Gründungsmitglied der European Women’s Lobby (EWL), der nach Mitgliederzahl aller durch ihn vertretenen Verbände größten europäischen NGO-Lobbyorganisation.
- Der Regional Council Americas (RCA) für Nord- und Südamerika, wurde 1987 gegründet und setzt einen Schwerpunkt auf die Unterstützung der Belange von indigenen Amerikanern.
- Der African Regional Council of Women (ARCW) ist der neueste Regionalverband.

Im deutschsprachigen Raum wird der ICW vertreten durch den Deutschen Frauenring e. V., den Bund Österreichischer Frauenvereine (BÖFV) und den Bund Schweizerischer Frauenvereine (alliance F).
| Staat                   | vertreten durch                                                                                                   | (Gründung) Mitglied seit | Regionalrat |
| ----------------------- | --- | ------------------------ | ----------- |
| Argentinien             | Consejo de mujeres de la Repùblica Argentina                                                                      |                          | RCA         |
| Australien              | National Council of Women of New South Wales                                                                      | 1896–1931                |             |
| Australien              | National Council of Women of Australia (NWA)                                                                      | 1931                     | APRC        |
| Aserbaidschan           | Association for the Protection of Women’s Rights (APWR)                                                           | (1989) ?                 | ECICW       |
| Belgien                 | Conseil National des Femmes Belges                                                                                | (1888) 1905–1974         |             |
| Belgien                 | Nederlandstalige Vrouwenraad                                                                                      | ab 1974                  | ECICW       |
| Belgien                 | Conseil des Femmes Francophones de Belgique                                                                       | ab 1974                  | ECICW       |
| Bangladesch             | Bangladesh Mahila Parishad                                                                                        | 1970                     | APRC        |
| Bolivien                | Consejo Nacional de Mujeres de Bolivia                                                                            |                          | RCA         |
| Brunei                  | Council of Women of Brunei Darussalam (CWBD)                                                                      | 1984                     | APRC        |
| Cookinseln              | Cook Islands National Council of Women (CINCW)                                                                    | 1981                     | APRC        |
| Costa Rica              | Consejo Nacional de Mujeres de Costa Rica                                                                         |                          | RCA         |
| Dänemark                | Kvinderadet (Women’s Council Denmark)                                                                             | 1899                     | ECICW       |
| Deutschland             | Bund Deutscher Frauenvereine                                                                                      | 1897–1933                |             |
| Deutschland             | Deutscher Frauenring e. V. (DFR)                                                                                  | 1951                     | ECICW       |
| Dominikanische Republik | Consejo Nacional de Mujeres Inc. de la República Dominicana                                                       |                          | RCA         |
| Fidschi                 | Fiji National Council of Women                                                                                    |                          | APRC        |
| Finnland                | Naisjärjestöjen keskusliitto (National Council of Women of Finland)                                               | 1911                     | ECICW       |
| Frankreich              | Conseil national des femmes françaises (CNFF)                                                                     | 1901                     | ECICW       |
| Griechenland            | National Council of Greek Women (NCGW)                                                                            | 1908                     | ECICW       |
| Großbritannien          | National Council of Women of Great Britain (NCWGB)                                                                | 1898                     | ECICW       |
| Guatemala               | Consejo Nacional de Mujeres de Guatemala (CONAMGUA)                                                               | 1964                     | RCA         |
| Indien                  | National Council of Women in India                                                                                | 1925                     | APRC        |
| Indonesien              | Kongres Wanita Indonesia (KOWANI, gegründet 1928)                                                                 | 1973                     | APRC        |
| Israel                  | Council of Women’s Organizations in Israel (CWOI) (und Na’amat)                                                   | 1953                     | ECICW       |
| Italien                 | Consiglio Nazionale delle Donne Italiane (CNDI)                                                                   | 1903                     | ECICW       |
| Kambodscha              | Women’s Confederation of Cambodian Organisations (WCCO AFESIP)                                                    |                          | APRC        |
| Kamerun                 | Organisation des Femmes du Rassemblement démocratique du Peuple Camerounais                                       |                          | ARCW        |
| Kanada                  | National Council of Women of Canada                                                                               | 1893                     | RCA         |
| Kenia                   | National Council of Women of Kenya                                                                                |                          | ARCW        |
| Kolumbien               | Consejo Nacional de Mujeres de Colombia                                                                           |                          | RCA         |
| Republik Kongo          | Conseil National des Associations des Femmes du Congo (CONAFECO)                                                  |                          | ARCW        |
| Libanon                 | Lebanese Council of Women (LCW, früher: Conseil des Femmes Libanaises, CFL)                                       |                          | ECICW       |
| Lesotho                 | Lesotho National Council of Women (LNCW)                                                                          | 1963                     | ARCW        |
| Litauen                 | Lietuvos Moteru Draugija (Lithuanian Women’s Society)                                                             |                          | ECICW       |
| Luxemburg               | Conseil National des Femmes du Luxembourg (CNFL)                                                                  | 1975                     | ECICW       |
| Madagaskar              | Conseil National des Femmes de Madagascar (CNFM)                                                                  |                          | ARCW        |
| Malaysia                | National Council of Women’s Organizations Malaysia (NCWOM)                                                        | 1962                     | APRC        |
| Malta                   | National Council of Women of Malta                                                                                | 1964                     | ECICW       |
| Monaco                  | Union des Femmes Monégasques (UFM)                                                                                |                          | ECICW       |
| Mongolei                | National Network of the Mongolian Women’s NGOs (MONFEMNET)                                                        | 2000                     | APRC        |
| Marokko                 | Union Nationale des Femmes Marocaines (UNFM)                                                                      | 1969                     | ECICW       |
| Nepal                   | Rural Women’s Network Nepal (RUWON)                                                                               | 2007                     | APRC        |
| Niederlande             | Nederlandse Vrouwen Raad (NVR)                                                                                    | 1898                     | ECICW       |
| Neuseeland              | The National Council of Women of New Zealand (NCWNZ) – Te Kaunihera Wāhine o Aotearoa                             |                          | APRC        |
| Nigeria                 | National Council of Women’s Societies – Nigeria                                                                   |                          | ARCW        |
| Nordmazedonien          | National Council for Gender Equality (früher: Union of Women’s Organizations of the Republic of Macedonia – UWOM) |                          | ECICW       |
| Norwegen                | Norske Kvinners Nasjonalråd (aufgelöst)                                                                           | 1904–1989                |             |
| Österreich              | Bund Österreichischer Frauenvereine (BÖFV)                                                                        | 1904–1938; ab 1951       | ECICW       |
| Pakistan                | All Pakistan Women’s Association (APWA)                                                                           |                          | APRC        |
| Papua-Neuguinea         | National Council for Women Societies (CNFM – früher: National Council of Women of Papua New Guinea)               |                          | APRC        |
| Peru                    | Consejo Nacional de Mujeres del Peru                                                                              |                          | RCA         |
| Philippinen             | National Council of Women of the Philippines                                                                      |                          | APRC        |
| Russland                | Women’s Union of Russia                                                                                           |                          | ECICW       |
| Samoa                   | National Council of Women of Samoa                                                                                | 1953                     | APRC        |
| Schweden                | Svenska Kvinnors Nationalförbund (aufgelöst)                                                                      | 1896–1929                |             |
| Schweiz                 | Alliance F. – Alliance de Sociétés Féminines Suisses                                                              | 1903                     | ECICW       |
| Senegal                 | Association pour la Promotion de la Femme sénégalaise (APROFES)                                                   | 1987                     | ARCW        |
| Slowenien               | |                          | ECICW       |
| Spanien                 | Consejo Nacional de Mujeres de Espana                                                                             | 1982                     | ECICW       |
| Südafrika               | National Council of Women of South Africa                                                                         | 1913                     | ARCW        |
| Südkorea                | Korean National Council of Women                                                                                  | 1959                     | APRC        |
| Taiwan                  | National Council of Women of Taiwan ROC                                                                           | 1997                     | APRC        |
| Thailand                | National Council of Women of Thailand Under The Royal Patronage Of Her Majesty The Queen                          | 1956                     | APRC        |
| Tunesien                | Union Nationale de la Femme Tunisienne                                                                            | 1956                     | ECICW       |
| Türkei                  | Türk Kadinlar Konseyi Dernegi (National Council of Turkish Women)                                                 |                          | ECICW       |
| Tuvalu                  | Tuvalu National Council of Women                                                                                  | (1980) / ?               | APRC        |
| Uganda                  | National Association of Women’s Organizations in Uganda (NAWOU)                                                   | 1992                     | ARCW        |
| Ukraine                 | National Council of Women of Ukraine                                                                              |                          | ECICW       |
| Ungarn                  | Hungarian Women’s Association                                                                                     | 1989                     | ECICW       |
| USA                     | National Council of Women of the United States, Inc.                                                              | 1888                     | RCA         |
| Uruguay                 | Consejo Nacional de Mujeres del Uruguay (CONAMU)                                                                  |                          | RCA         |
| Vanuatu                 | Vanuatu National Council of Women                                                                                 |                          | APRC        |

## Geschichte
| Präsidentinnen des ICW       | im Zeitraum         | Nationalität |
| ---------------------------- | ------------------- | ------------ |
| keine                        | 1888–1893           | -            |
| Ishbel Maria Hamilton-Gordon | 1893–1899           | Schottland   |
| May Wright Sewall            | 1899–1904           | USA          |
| Ishbel Maria Hamilton-Gordon | 1904–1920           | Schottland   |
| Pauline Chaponnière-Chaix    | 1920–1922           | Schweiz      |
| Ishbel Maria Hamilton-Gordon | 1922–1936           | Schottland   |
| Marthe Boël                  | 1936–1947           | Belgien      |
| Renée Girod                  | (interim) 1940–1945 | Schweiz      |
| Jeanne Eder-Schwyzer         | 1947–1957           | Schweiz      |
| Marie-Hélène Lefaucheux      | 1957–1963           | Frankreich   |
| Mary McGeachy                | 1963–1973           | Kanada       |
| Mehrangiz Dolatshahi         | 1973–1976           | Iran         |
| Ngarmchit Prem Purachatra    | 1976–1979           | Thailand     |
| Miriam Dell                  | 1979–1986           | Neuseeland   |
| Hong Sook-ja                 | 1986–1988           | Südkorea     |
| Lily Boeykens                | 1988–1994           | Belgien      |
| Kuraesin Sumhadi             | 1994–1997           | Indonesien   |
| Pnina Herzog                 | 1997–2003           | Israel       |
| Anamah Tan                   | 2003–2009           | Singapur     |
| Cosima Schenk                | 2009–2015           | Schweiz      |
| Jungsook Kim                 | 2015–2022           | Südkorea     |
| Martine Marandel             | 2022–               | Frankreich   |

Als Gründungsdatum des ICW gibt dieser seit den 1930er Jahren das Jahr 1888 an. Tatsächlich markiert dieses Jahr aber nur den Anfang der Organisationsstruktur auf nationaler Ebene in den USA. Erst gegen die Jahrhundertwende 1900 kam es tatsächlich zu multinationaler Zusammenarbeit und konkurrierende Initiativen aus Europa schlossen sich der amerikanischen Ratsstruktur an.

### Gründungsjahre
Die amerikanischen Suffragettenführerinnen Elizabeth Cady Stanton und Susan B. Anthony hatten sich in den 1880ern auf Bildungsreisen durch Europa mit dortigen Vertreterinnen für Frauenrechte verständigt; die Ideen zu grenzübergreifender Zusammenarbeit waren dennoch zunächst vage geblieben. Dies änderte sich als ihnen May Wright Sewall ihre Idee von Frauenräten (Councils) vorstellte, um Frauen zu organisieren und zu einer gesellschaftlichen Kraft zu vereinen. Gemeinsam versammelten Anthony und Sewall in der Woche ab dem 25. März 1888 ihre Mitstreiterinnen in Washington, D.C., um die offizielle Gründungssitzung des ICW abzuhalten.
Neben der größten Delegation aus den USA nahmen auch Vertreterinnen aus England, Irland, Frankreich, Norwegen, Dänemark, Finnland, Indien und Kanada teil. Unter den Teilnehmerinnen waren unter anderem Clara Barton, Frances Willard, Antoinette Brown Blackwell, Julia Ward Howe, Lucy Stone, Ishbel Maria Hamilton-Gordon (Lady Aberdeen) und Henrietta Edwards. In Washington gab sich die Organisation eine Satzung, gründete ein Nationales Komitee für die Vereinigten Staaten, und legte einen fünfjährigen Turnus für weitere Versammlungen fest. Dies wurde später um zweijährliche Treffen eines Exekutivkomitees ergänzt.
Der ICW übernahm die Veranstaltung einiger Internationaler Frauenkongresse – ein solcher hatte bereits zuvor 1878 in Paris stattgefunden. Mit dem ICW-Frauenweltkongress in Chicago (1893 im Rahmenprogramm der Weltausstellung) und der dortigen Gründung des kanadischen Mitgliedsverbands etablierte sich der ICW erst als internationale amerikanische Frauenorganisation. Bei der Zusammenkunft in London (1899) gab es auch deutlich regere Teilnahme aus Europa. Auch andere Organisationen, wie etwa 1894 und 1904 der Bund Deutscher Frauenvereine (BDF) in Berlin, hielten solche internationalen Gründungskonferenzen ab. Der BDF war ab 1897 bis zu seiner Selbstauflösung 1933 eine Mitgliedsorganisation im ICW.

### Entwicklung
Der ICW setzte sich zunächst für die Einrichtung von nationalen Verbänden in möglichst vielen Staaten ein und organisierte Konferenzen zum gegenseitigen Austausch. Da sich rasch Kernanliegen aller beteiligten Frauen herausbildeten, wurde die Agenda um Friedensprojekte, Frauenrechte wie das Frauenwahlrecht, bessere Bildungschancen für Mädchen und das Recht auf Erwerbstätigkeit ergänzt. Trotz der Herkunft aus der Suffragetten-Bewegung wurde die Forderung nach vollständiger Gleichberechtigung zunächst nicht weiter unterstützt, um auch konservative Mitglieder zu gewinnen und zu halten. Dies führte unter anderem zur Abspaltung der International Woman Suffrage Alliance (IWSA, auf Deutsch zunächst Weltbund für Frauenstimmrecht), welche eindeutigere politisch-feministische Ziele verfolgte. Weil in den Gründungsjahren die meisten Mitglieder US-amerikanischer Herkunft waren, und auch zu Beginn des 20. Jahrhunderts noch die Industrienationen die meisten Mitglieder stellten, etablierten sich Englisch, Französisch und Deutsch als damalige Umgangssprachen, was wiederum Nicht-Europäer lange fernhielt.
Nach Gründung des Völkerbunds entwickelte sich der ICW zu einer Lobbyorganisation, die zwar keine Vertreter entsenden konnte, aber ihre Interessen etwa bezüglich der rechtlichen Gleichstellung zum Mann darlegen konnte. 1931 rief der Völkerbund etwa auf Drängen des ICW ein Komitee ins Leben, welches über die Nationalität der Frau bei grenzüberschreitenden Ehen beriet. Auch nach der Gründung der Vereinten Nationen wurde der ICW als Organisation von Interessensverbänden anerkannt und ist in beratender Funktion für UNO-Gremien tätig, während die nationalen Dachverbände auf entsprechend nationaler und regionaler Ebene wirken sollen.
1938 gab es bereits 36 Nationale Frauenräte (Councils). Der Zweite Weltkrieg zerstörte jedoch in vielen Ländern die existierenden Strukturen: so löste sich beispielsweise bereit 1933 der deutsche Dachverband auf, um nicht gleichgeschaltet zu werden. Auch der österreichische Verband wurde 1938 vorübergehend aufgelöst.

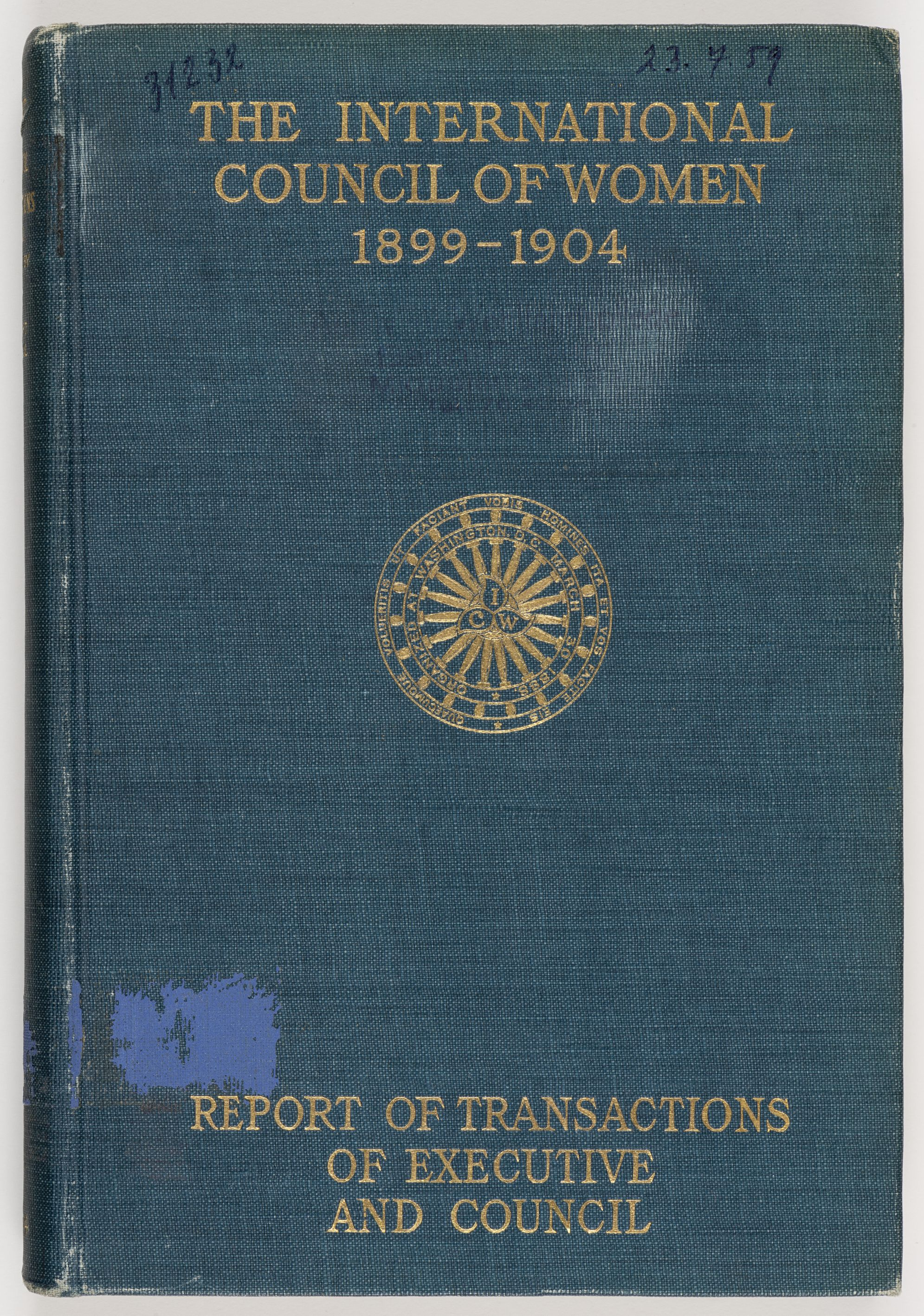
The International Council of Women 1899-1904. Report of Transactions of Executive and Council, 1904
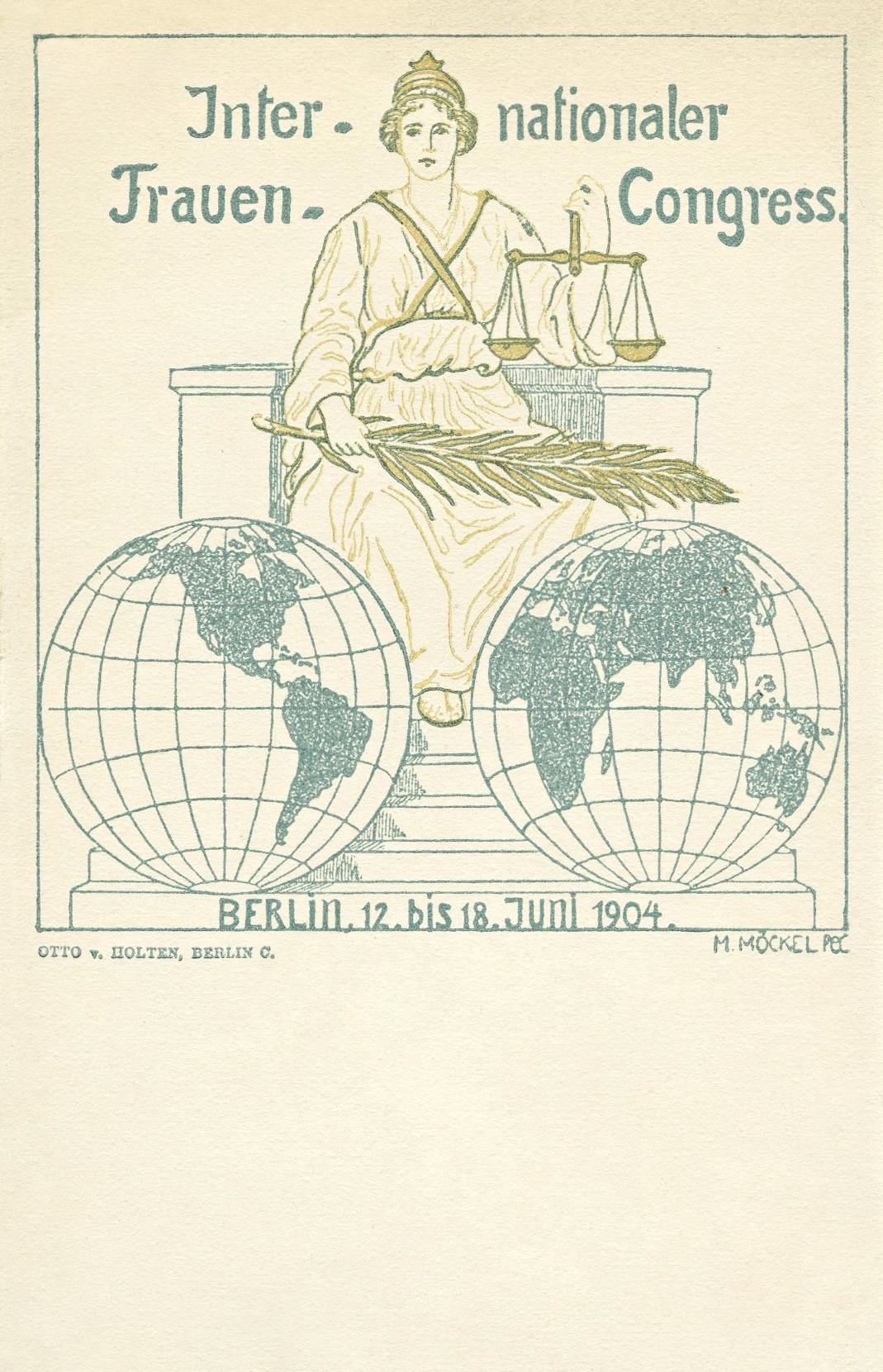
Postkarte vom ICW-Kongress 1904 in Berlin
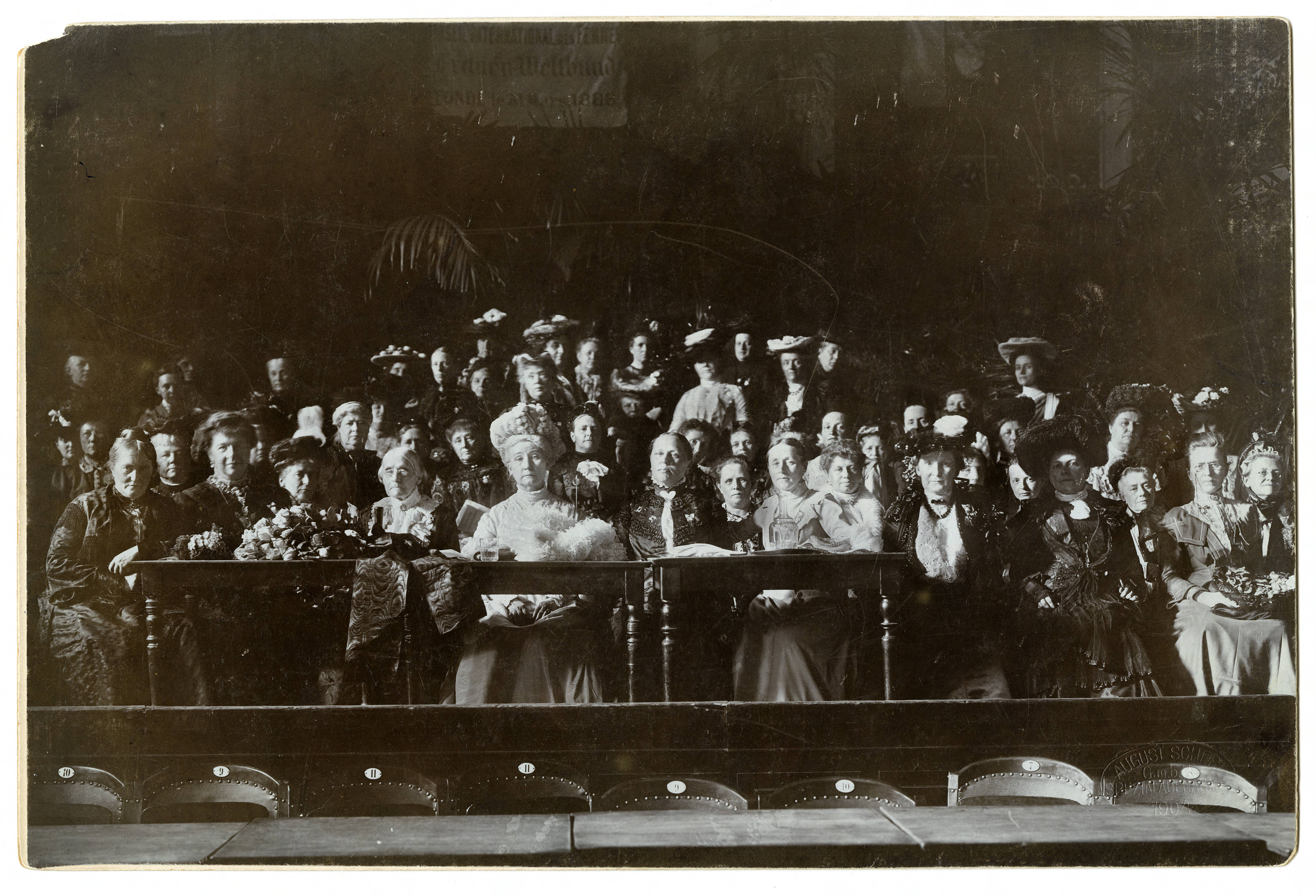
Funktionäre des ICW-Kongress 1904
Über den ICW-Kongress 1904 wurde in Deutschland breit berichtet. Die Berliner Illustrirte Zeitung zeigte Marie Stritt, Präsidentin des Bundes Deutscher Frauenvereine, prominent auf ihrem Titelblatt.
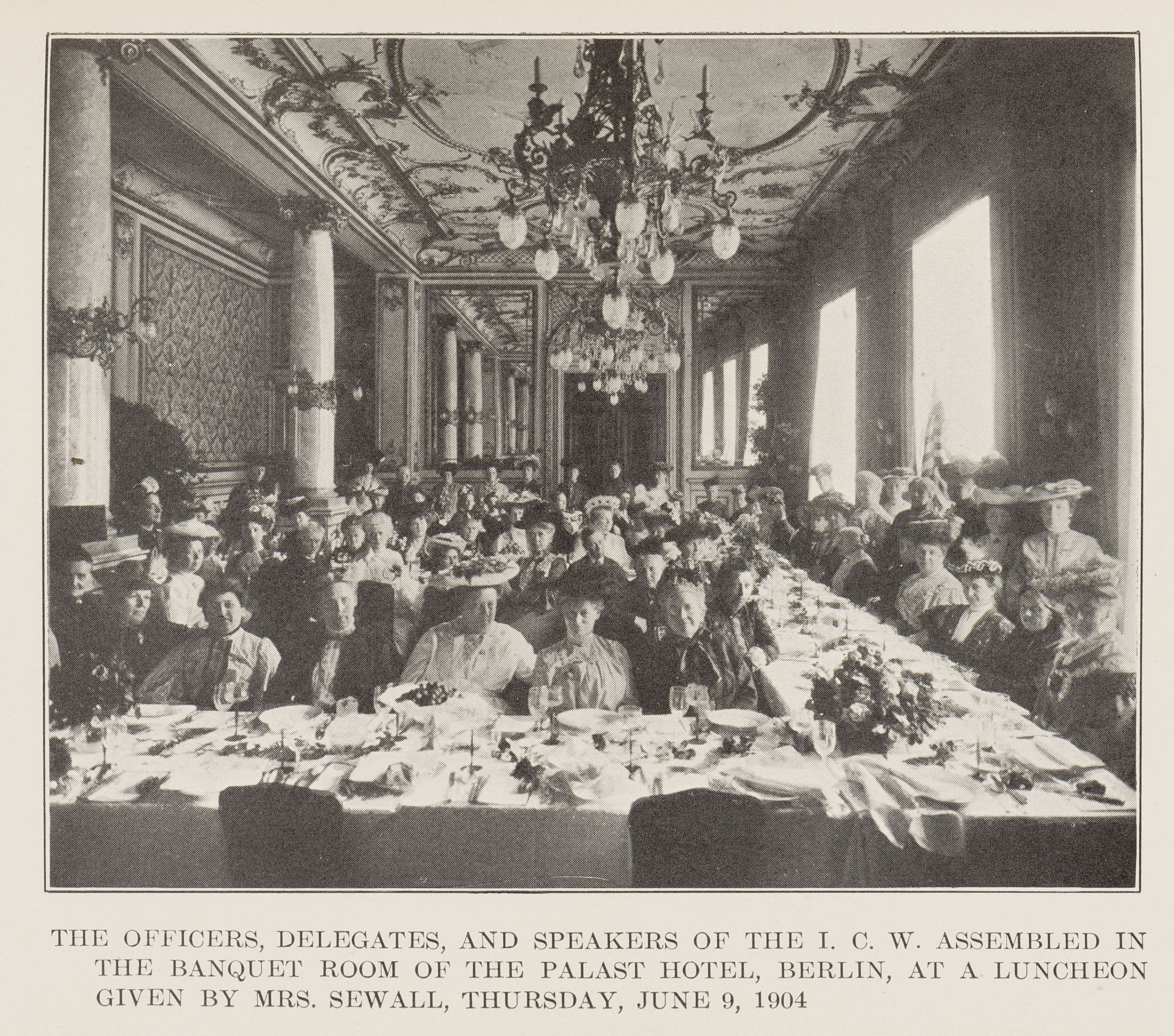
Lunch-Treffen der Teilnehmerinnen des ICW-Kongresses 1904
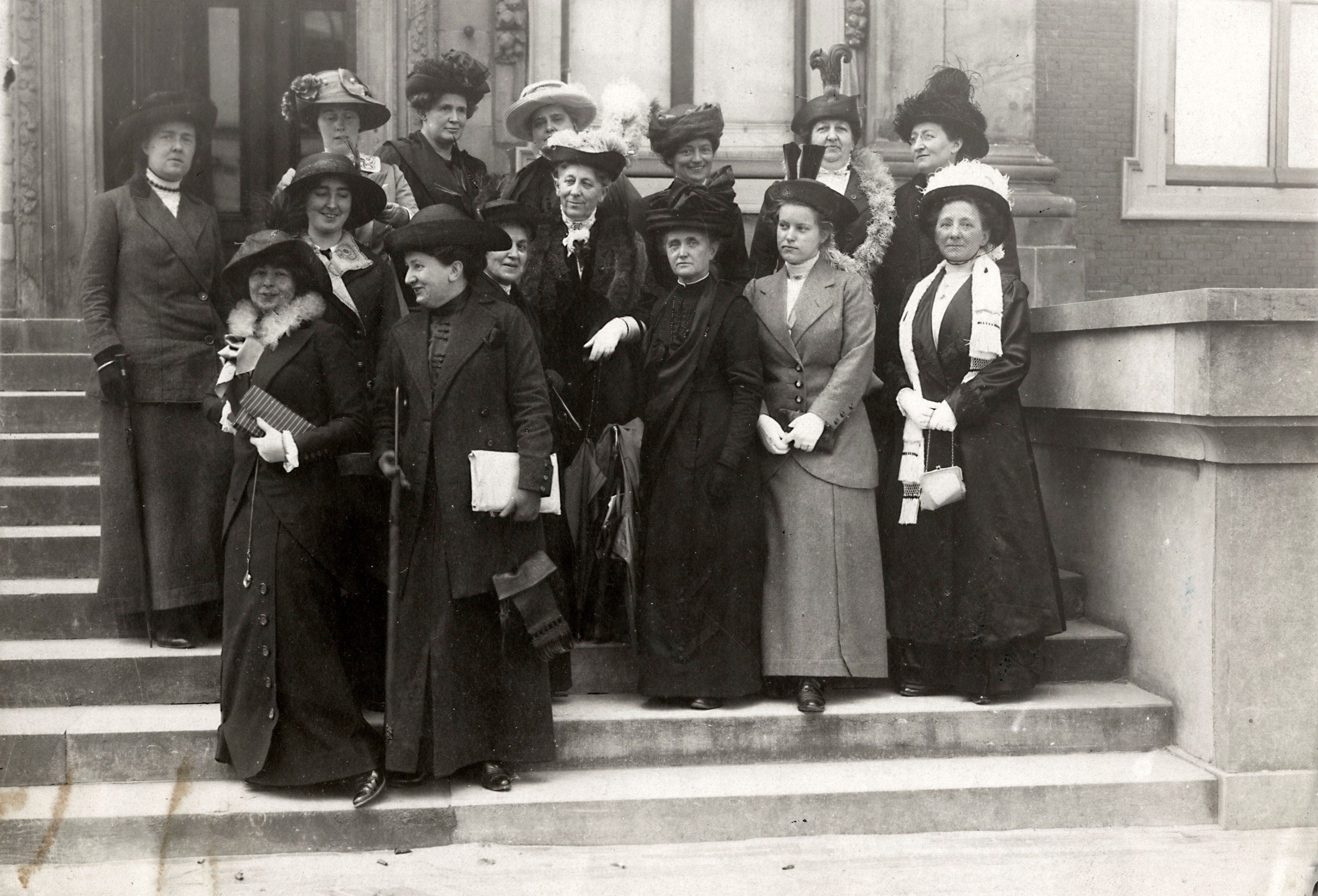
Mitglieder des ICW besuchen 1913 die Ausstellung „Die Frau 1813–1913“ in Amsterdam

### Nachkriegszeit
Erst mit der Konferenz in Philadelphia 1947 nahm der ICW seine Arbeit wieder in Gänze auf. An die Stelle von Hauptversammlungen alle fünf und Exekutivsitzungen alle zwei Jahre, trat nun ein Dreijahres-Turnus für Generalversammlungen. 1949 wurde der Deutsche Frauenring, nicht jedoch der kurz darauf gegründete Deutsche Frauenrat das neue Mitglied im ICW.
In der zweiten Hälfte des 20. Jahrhunderts beteiligte sich der ICW nach dem Internationalen Jahr der Frau auch an der Veranstaltung von Internationalen Konferenzen im Rahmen der UN-Dekade der Frau: Die erste World Conference on Women fand 1975 in Mexiko-Stadt statt, es folgten Kopenhagen 1980, Nairobi 1985 und Peking 1995.
Zwischen der nationalen Ebene und der internationalen Ebene bildete sich im Verlauf des 20. Jahrhunderts eine „regionale“ Ebene heraus, sodass die oben erwähnten Regionalräte entstanden. Dies lief nicht spannungsfrei ab, insbesondere der Regional Council of the Americas war aus politischen Gründen lange in Unterregionen aufgeteilt: Anden (Kolumbien und Peru), Nordamerika (USA und Kanada), Südamerika (Argentinien, Bolivien und Uruguay), Zentralamerika und Karibik (Dominikanische Republik und Guatemala). Costa Rica gehörte keiner davon an. Diese Spaltung ist mittlerweile – zumindest nach Aussage des ICW selbst – aufgelöst und alle nationalen Dachverbände sind in jeweils einem Regionalrat aktiv. Für diesen Zweck wurde Ende der 2010er Jahre der Africa Regional Council of Women neu gegründet – Tunesien, Marokko und der Libanon schlossen sich dennoch dem europäischen Regionalrat an.
Im Jahr 2003 umfasste der ICW 59 National Councils, aktuell sind es mehr als 70.